# 중국남방항공
중국남방항공(중국어: 中国南方航空公司, 영어: China Southern Airlines)은 중화인민공화국 광둥성 광저우에 기반을 둔 항공 회사로 중화인민공화국의 국내선과 국제선을 운항하고 있으며 항공기 규모와 수송객 규모로 중화인민공화국 최대의 규모를 자랑하고 있다. 허브 공항은 광저우 바이윈 국제공항, 충칭 장베이 국제공항, 베이징 다싱 국제공항, 우루무치 디워푸 국제공항이 있고, 창춘 룽자 국제공항, 창사 황화 국제공항, 다롄 저우수이쯔 국제공항, 항저우 샤오산 국제공항, 선양 타오셴 국제공항, 선전 바오안 국제공항, 우한 톈허 국제공항, 정저우 신정 국제공항, 제양 차오산 국제공항, 인천국제공항이 중점 도시에 속한다.

## 역사
1989년에 운영을 시작하였다. 1991년 30여대의 항공기를 가지고 600만 명의 승객을 수송했다. 당시 중화인민공화국 90개 지역과 해외 17개 지역으로 취항했다. 같은 해 자회사이자 중화인민공화국의 화물 항공사인 중국남방항공 카고가 설립했다. 1992년 5억 3700만 달러의 매출을 올렸고 1억 200만 달러의 이익을 기록했다. 1994년 중화인민공화국 정부가 자국 항공사에 대한 외국인의 투자를 허용해 그해 매출이 두 배 증가했다. 1996년에 최초의 국제선 노선인 광저우 바이윈 국제공항발 베이징 서우두 국제공항을 경유해 암스테르담 스키폴 국제공항 항로와 함께 대륙간 비행을 착수하였다. 1997년 3월 다음 항로는 태평양을 횡단하는 광저우 바이윈 국제공항발 로스앤젤레스 국제공항행 국제선 노선으로 중국남방항공 국제선 노선 중 비행 거리가 제일 길다.(중국남방항공 327편 참조) 1997년 6월에 뉴욕과 홍콩 증권시장에 70억 달러가 넘는 주식이 처음으로 상장되었다. 2000년 7월에 시드니와 멜버른 두 장거리 구간을 추가했다. 중국민용항공총국은 중화인민공화국의 항공산업의 구조조정을 이끌어갈 세 항공사 중 하나로 중국남방항공을 선정하였다고 발표하였다. 2003년 상하이 증권 거래소에 주식을 상장해 주식상장은 좋은 결과를 가져왔다. 2000년대 중국 중위안 항공에 이어 중국북방항공과 중국신장항공을 입수 후 합병되면서 중화인민공화국의 최대 항공사로 성장하게 되었다. 2005년 1월 28일 보잉 777 항공기가 광저우 바이윈 국제공항을 출발해 타이완 타오위안 국제공항에 착륙했다. 중화인민공화국 항공사 사상 1949년 이래 처음 중화민국 땅을 밟은 항공기가 되었다. 1949년은 국민당과 중화인민공화국 공산당이 내전을 벌인 해였고 그해 중화민국과 중화인민공화국은 분단되었다. 이후 두 나라간 항공 여행은 거의 60년 동안 제한되었다. 하지만 2008년 정부가 협정을 맺어 중화민국 직항 항공편이 개설되었다. 2011년에 에어버스 A380-841을 도입하면서 베이징 수도 국제공항에서 광저우 바이윈 국제공항과 홍콩 국제공항에 취항했으나 2012년에 국제선에 추가로 투입이 되면서 시드니와 로스앤젤레스 국제선 노선에 투입하고 있다.
베이징 다싱 국제공항이 개항한 후, 대한민국에 다싱 신공항으로 가는 직항 노선을 처음 선보인 항공사다. 2023년 3월 26일에 김포 - 다싱 노선으로 첫 선을 보였고, 이후 인천 - 다싱 직항도 신설했다.

## 운항 노선
- 2019년 8월 현재 중국남방항공은 다음과 같은 노선을 취항하고 있다.

### 코드쉐어 협정
- 중국남방항공은 다음과 같은 항공사에 코드쉐어 협정을 체결한다. 주로 스카이팀과 제휴를 맺고 있으나 스타 얼라이언스와 원월드도 제휴를 하고 있다.

| - KLM (스카이팀) - 가루다 인도네시아 항공 (스카이팀) - 대한항공 (스카이팀) - 델타 항공 (스카이팀) - 루프트한자 (스타 얼라이언스) - 만다린 항공 - 말레이시아 항공 (원월드) - 베트남 항공 (스카이팀) - 사우디아 항공 (스카이팀) - 샤먼 항공 (스카이팀) | - 아르헨티나 항공 (스카이팀) - 아메리칸 항공 (원월드) - 아에로플로트 (스카이팀) - 아시아나항공 (스타 얼라이언스) - 영국항공 (원월드) - 에어 프랑스 (스카이팀) - 에티하드 항공 - 웨스트 제트 - 일본항공 (원월드) - 중국동방항공 (스카이팀) | - 중화항공 (스카이팀) - 차이나 익스프레스 항공 - 케냐 항공 (스카이팀) - 콴타스 항공 (원월드) - 타이 항공 (스타 얼라이언스) - 파키스탄 국제항공 - 핀에어 (원월드) |  |

## 보유 기종
- 2024년 8월 현재 중국남방항공은 다음과 같은 기종을 보유하고 있으며 평균 기령은 6.8년이다.[1][2][3][4]

## 사건 및 사고
- 1990년 광저우 바이윈 공항 충돌 사고: 1990년 10월 2일, 납치된 샤먼항공 보잉 737기가 중국남방항공 보잉 757기를 들이받아 두 항공기에서 모두 128명이 사망했다.
- 중국남방항공 3943편: 1992년 11월 24일, 보잉 737-300인 중국남방항공 3943편이 엔진 추력 오작동으로 구이린 인근 야산에 추락하여, 탑승자 141명 전원이 숨졌다.
- 중국남방항공 3456편: 1997년 5월 8일, 중국남방항공 3456편의 보잉 737-300기가 선전 바오안 국제공항에 접근하다 추락해 35명이 숨지고 9명이 다쳤다.
- 중국남방항공 6406편: 2017년 11월 13일 151명의 승객을 태운 보잉 737-800기를 운항하던 중국남방항공 6406편이 창사에서 남서쪽으로 약 90nm 떨어진 7800m로 운항하던 중 승무원들이 화물연기 표시를 받고 창사 황화 국제공항으로 우회하기로 했다. 항공기는 약 20분 뒤 36번 활주로에 안전하게 착륙했다.
- 존 F. 케네디 국제공항 충돌 사고: 2018년 1월 5일, 미국 북동부를 강타한 눈보라가 몰아치는 존 F. 케네디 국제공항에서 중국남방항공의 보잉 777-300ER의 날개가 쿠웨이트 항공의 보잉 777의 꼬리 끝에 부딪혀, 두 항공기 모두 피해를 입었지만, 부상자는 없었다.

## 같이 보기
- 중국남방항공 327편
- 중국남방항공 카고

## 사진

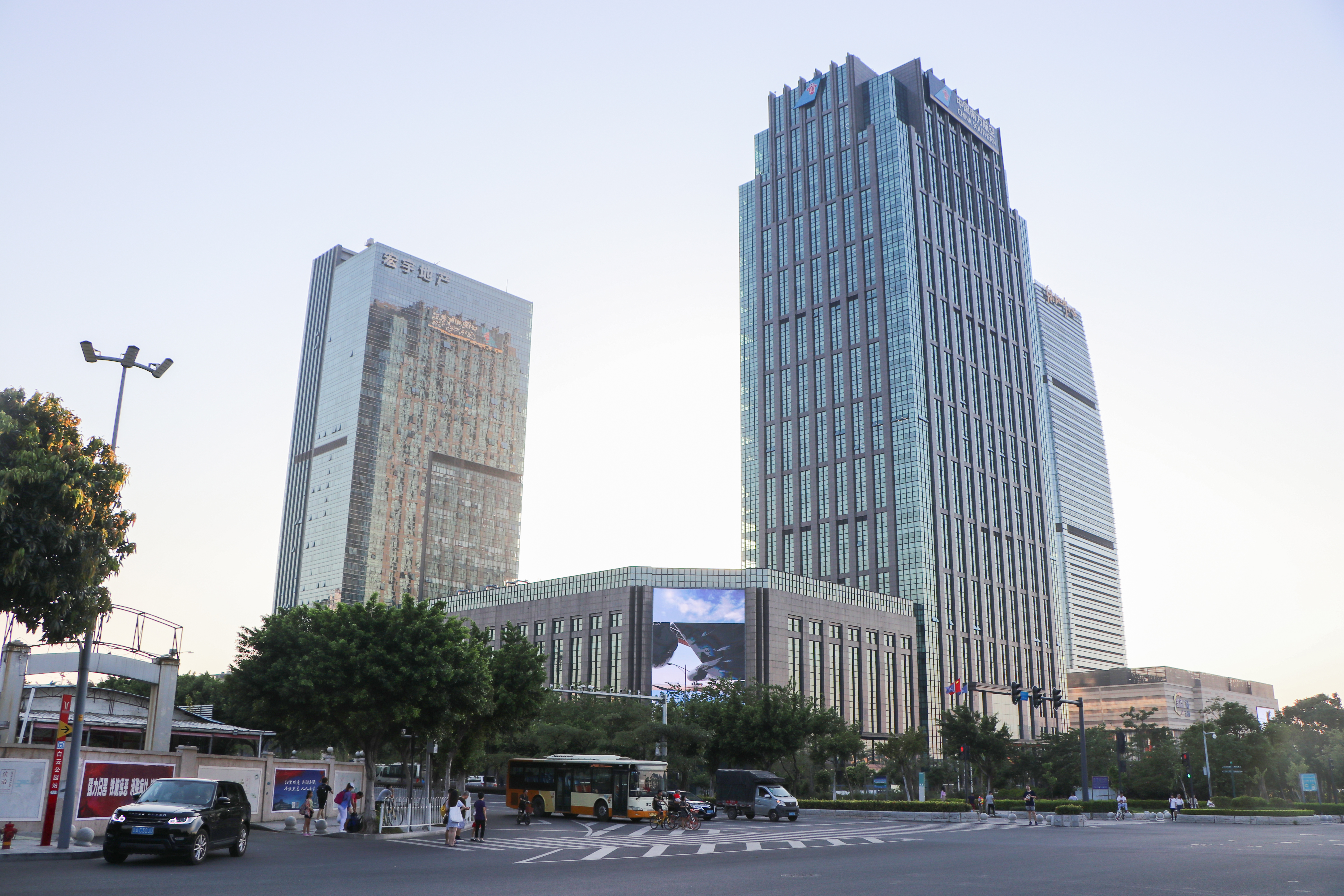
광저우에 위치한 중국남방항공 본사 전경
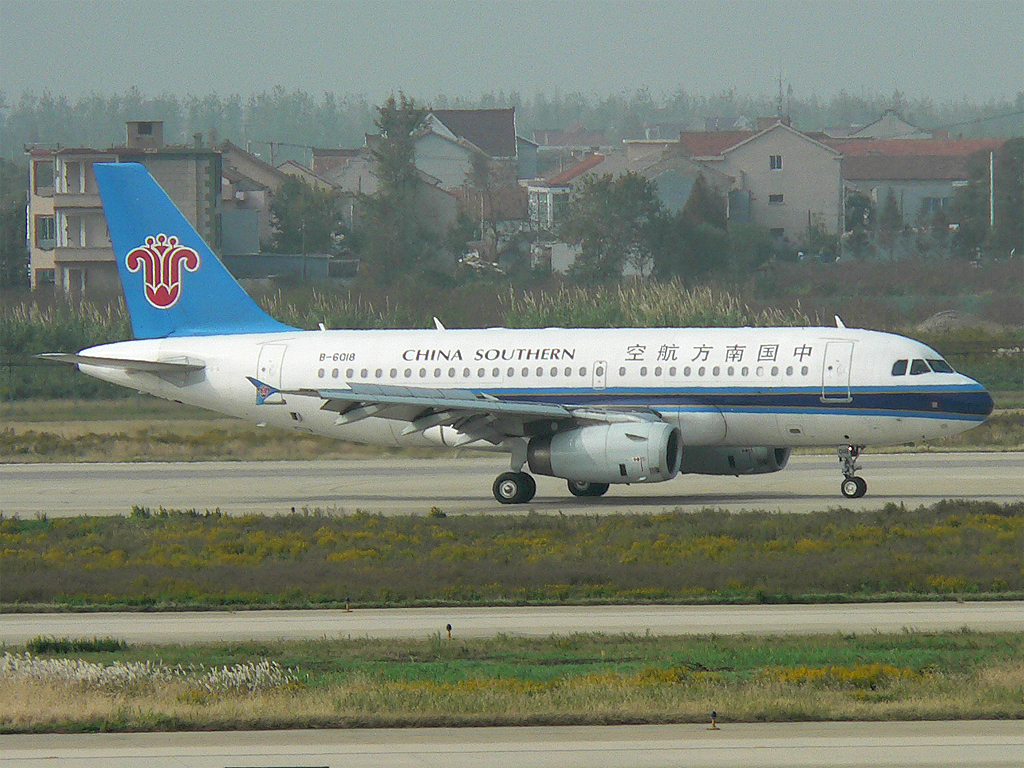
중국남방항공 소속 에어버스 A319-100 항공기
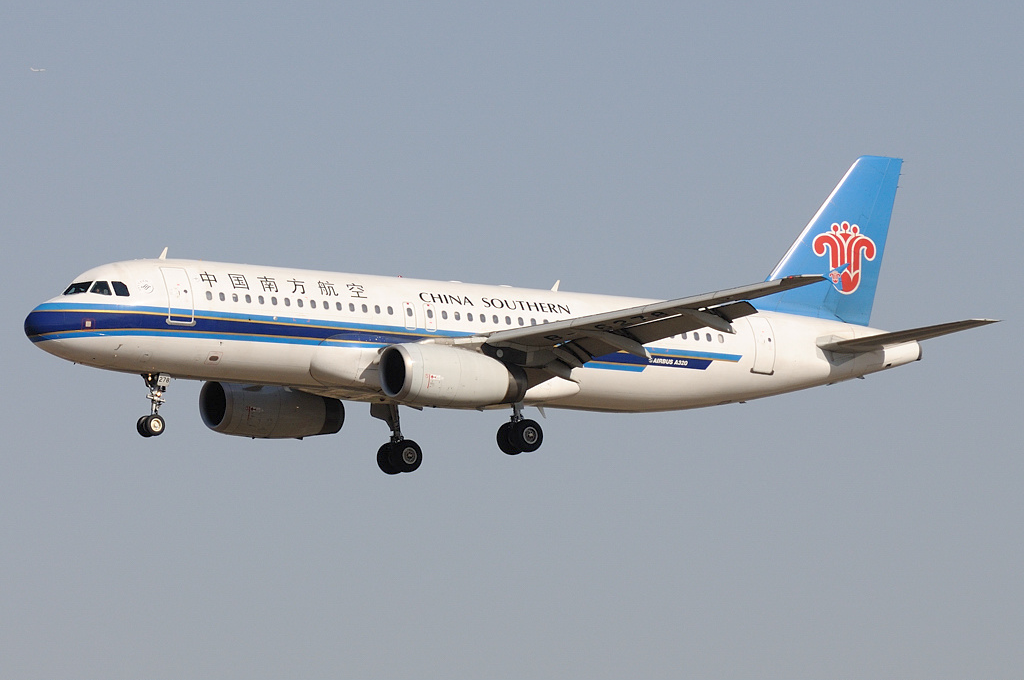
중국남방항공 소속 에어버스 A320-200 항공기
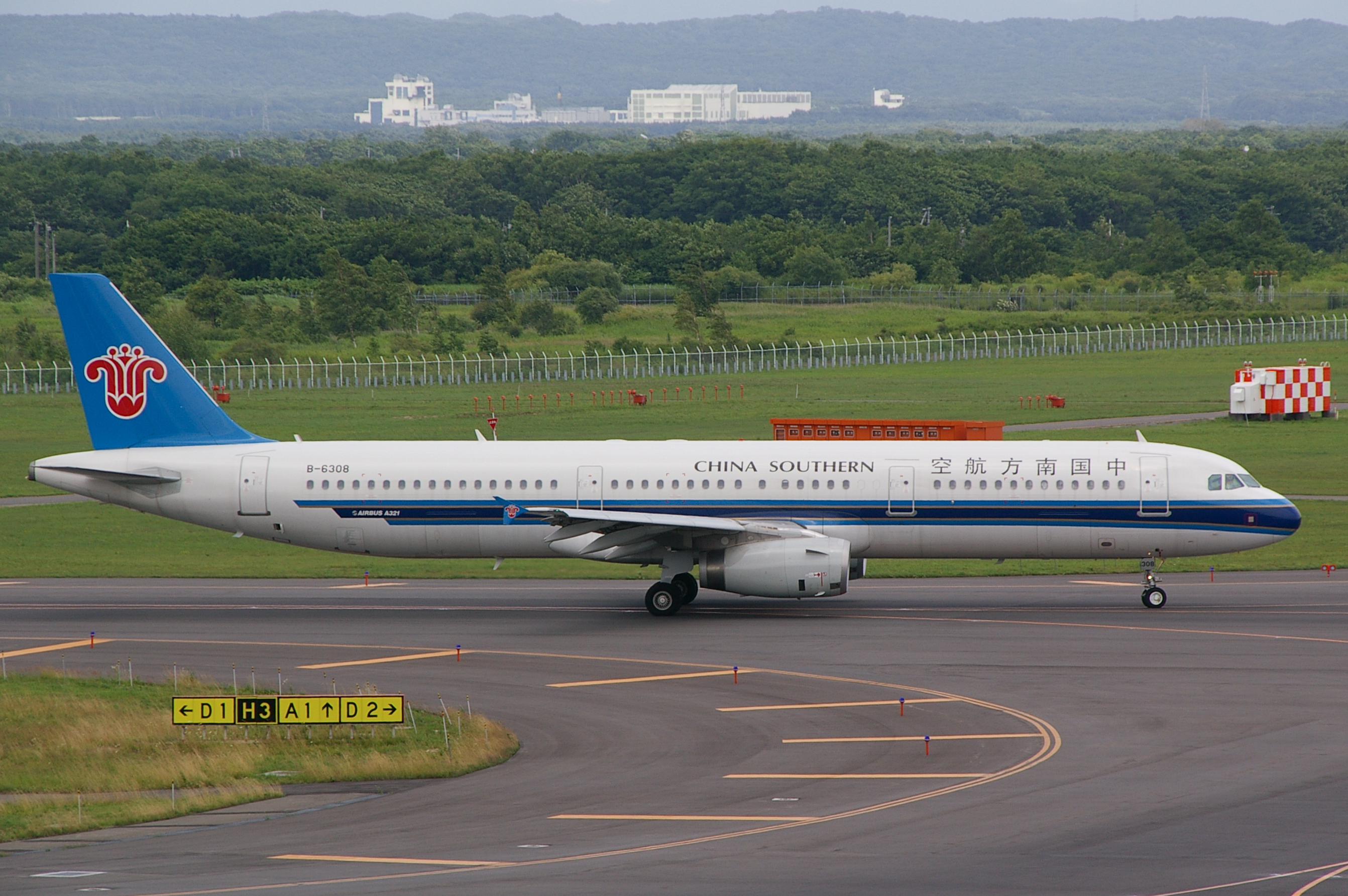
중국남방항공 소속 에어버스 A321-200 항공기
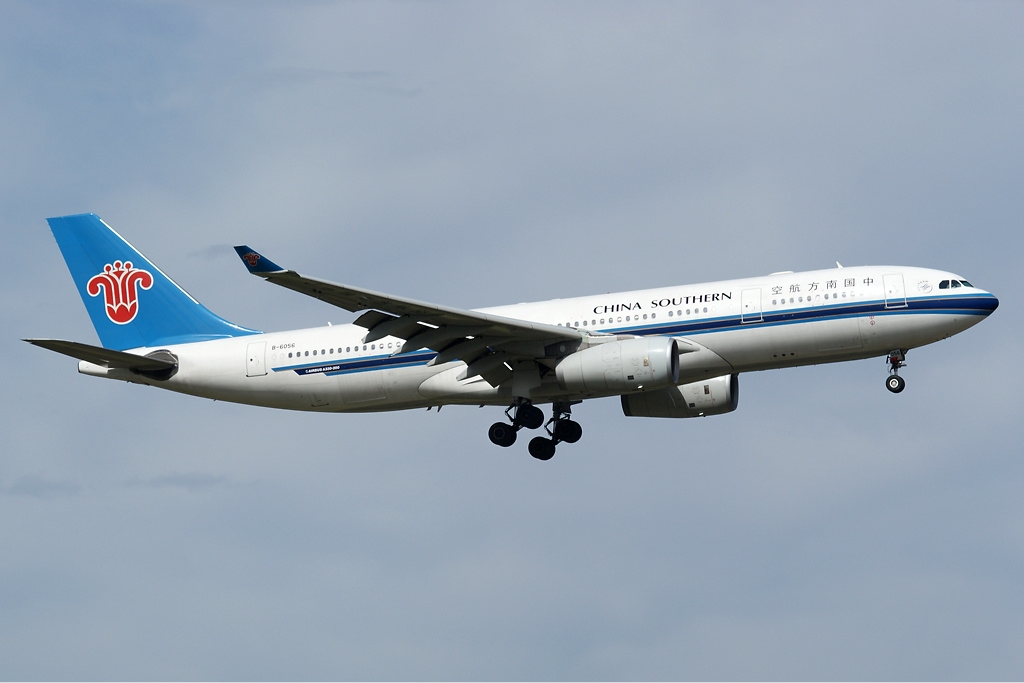
중국남방항공 소속 에어버스 A330-200 항공기
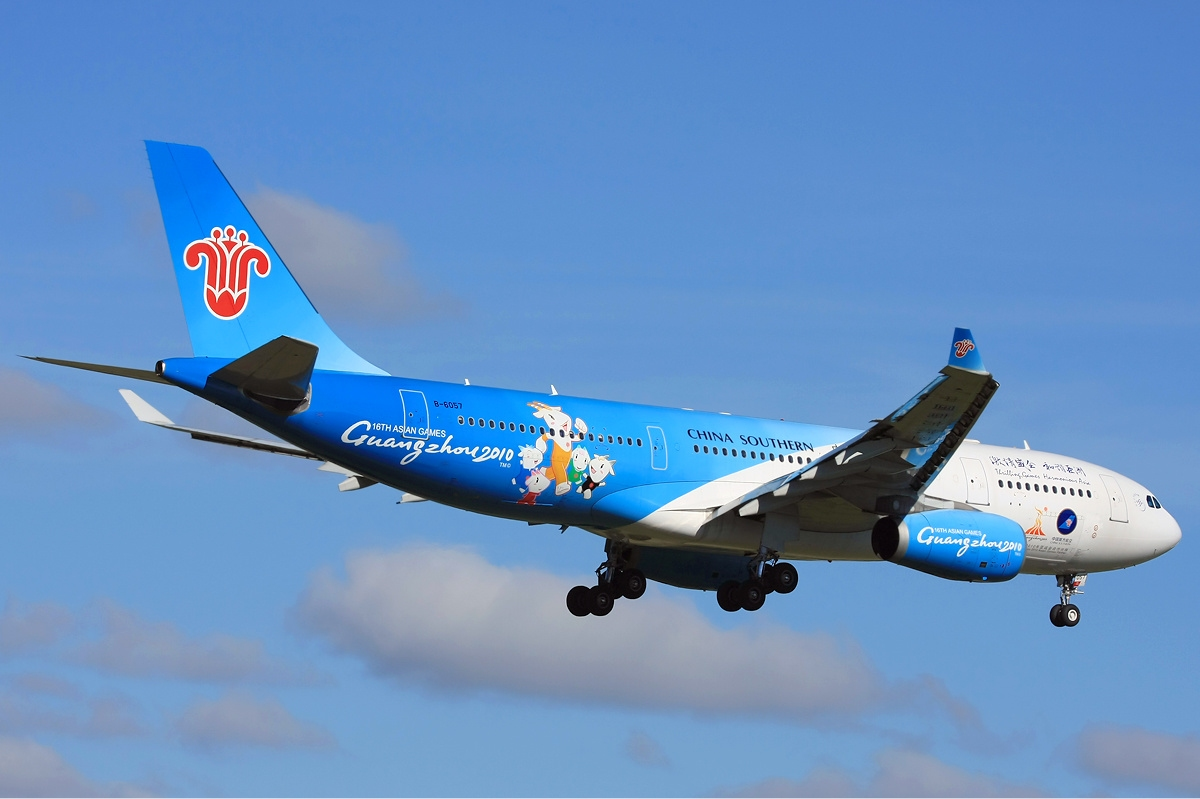
2010년 아시안 게임 도장을 적용한 중국남방항공 소속 에어버스 A330-200 항공기
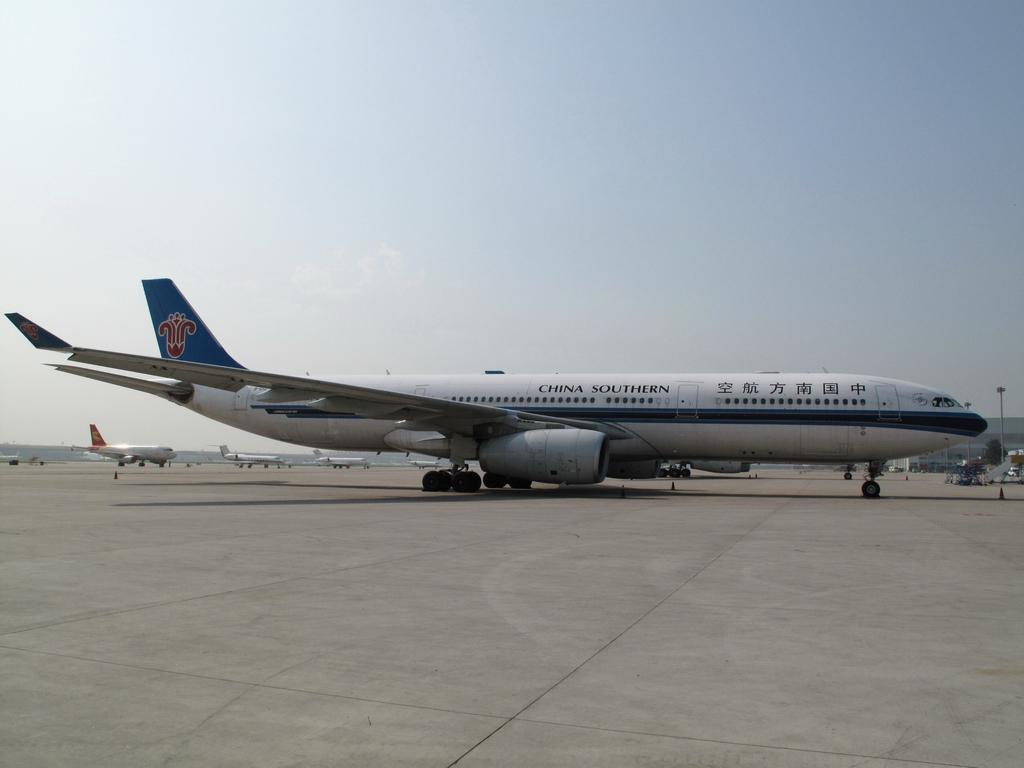
중국남방항공 소속 에어버스 A330-300 항공기
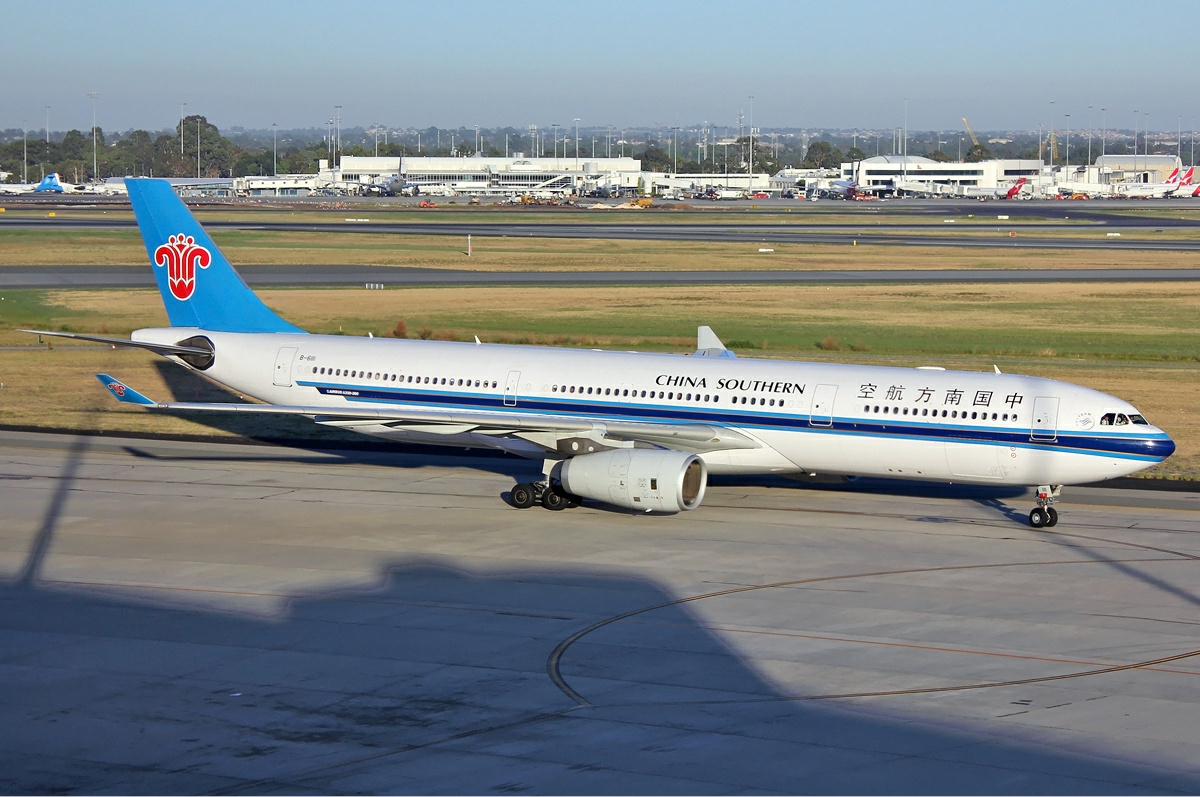
중국남방항공 소속 에어버스 A330-300 항공기
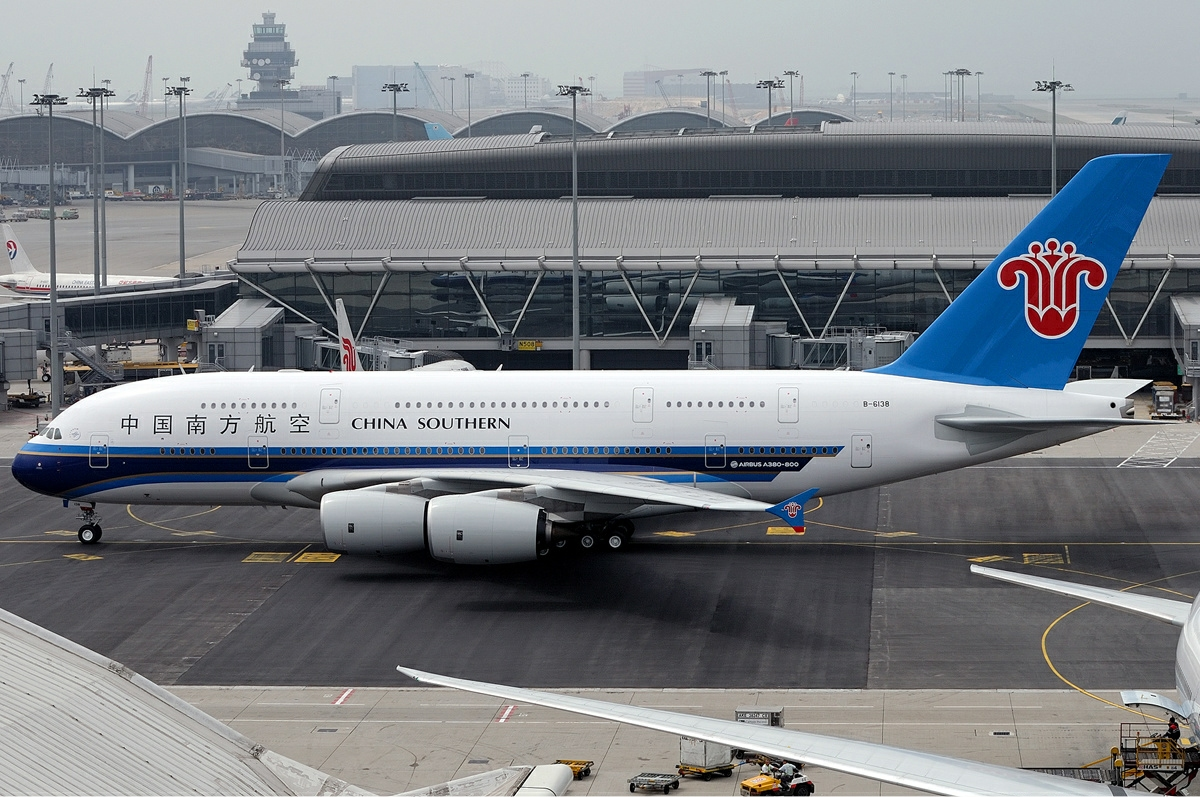
중국남방항공 소속 에어버스 A380-800 항공기
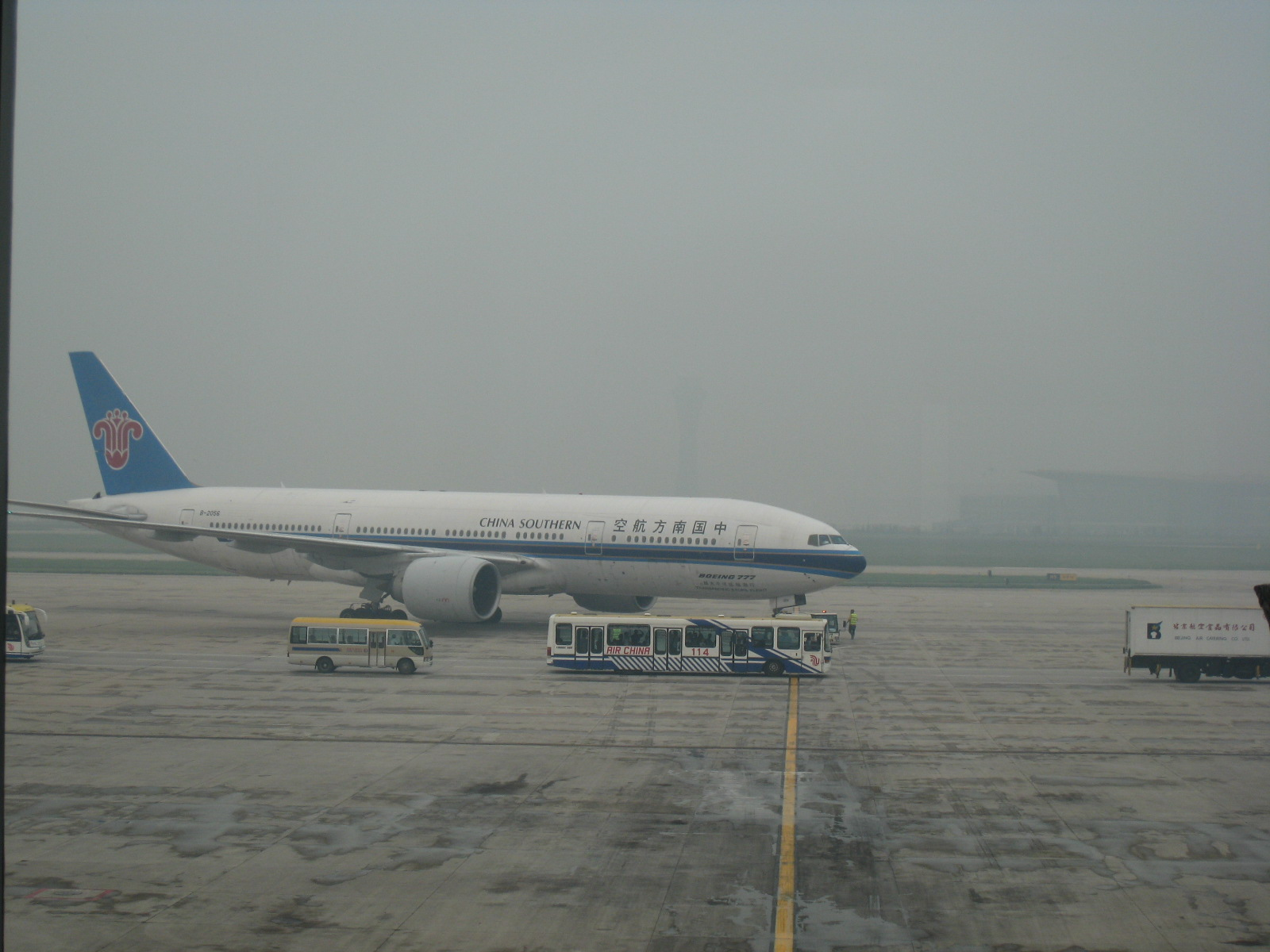
중국남방항공 소속 보잉 777-200ER 항공기
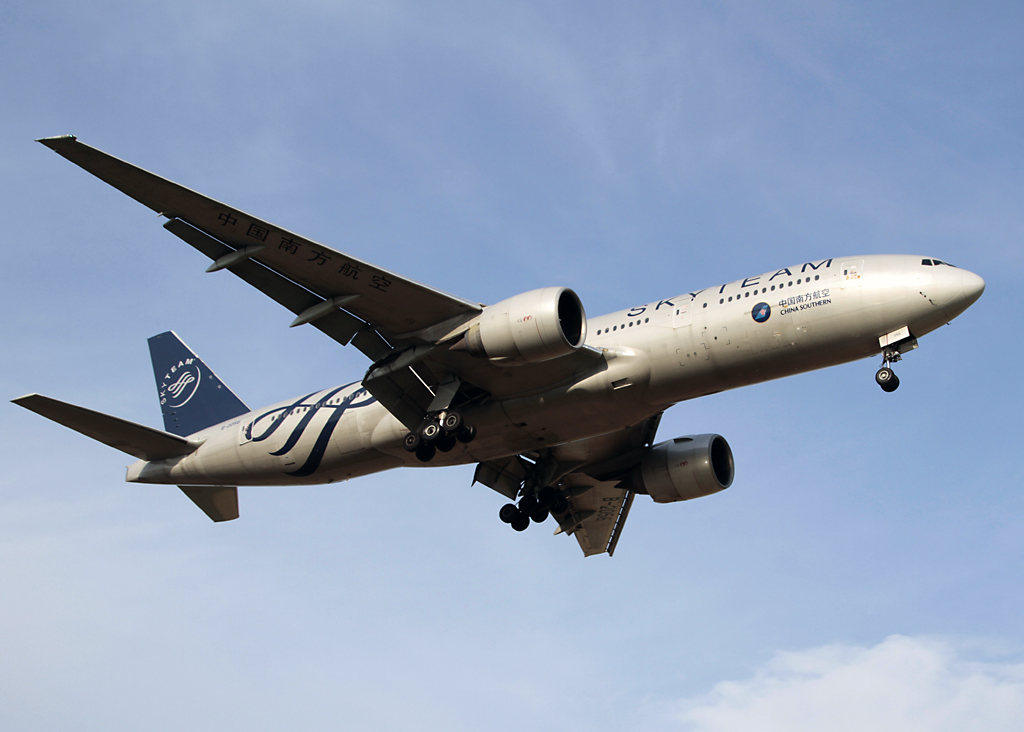
스카이팀 도장을 적용한 중국남방항공 소속 보잉 777-200ER 항공기
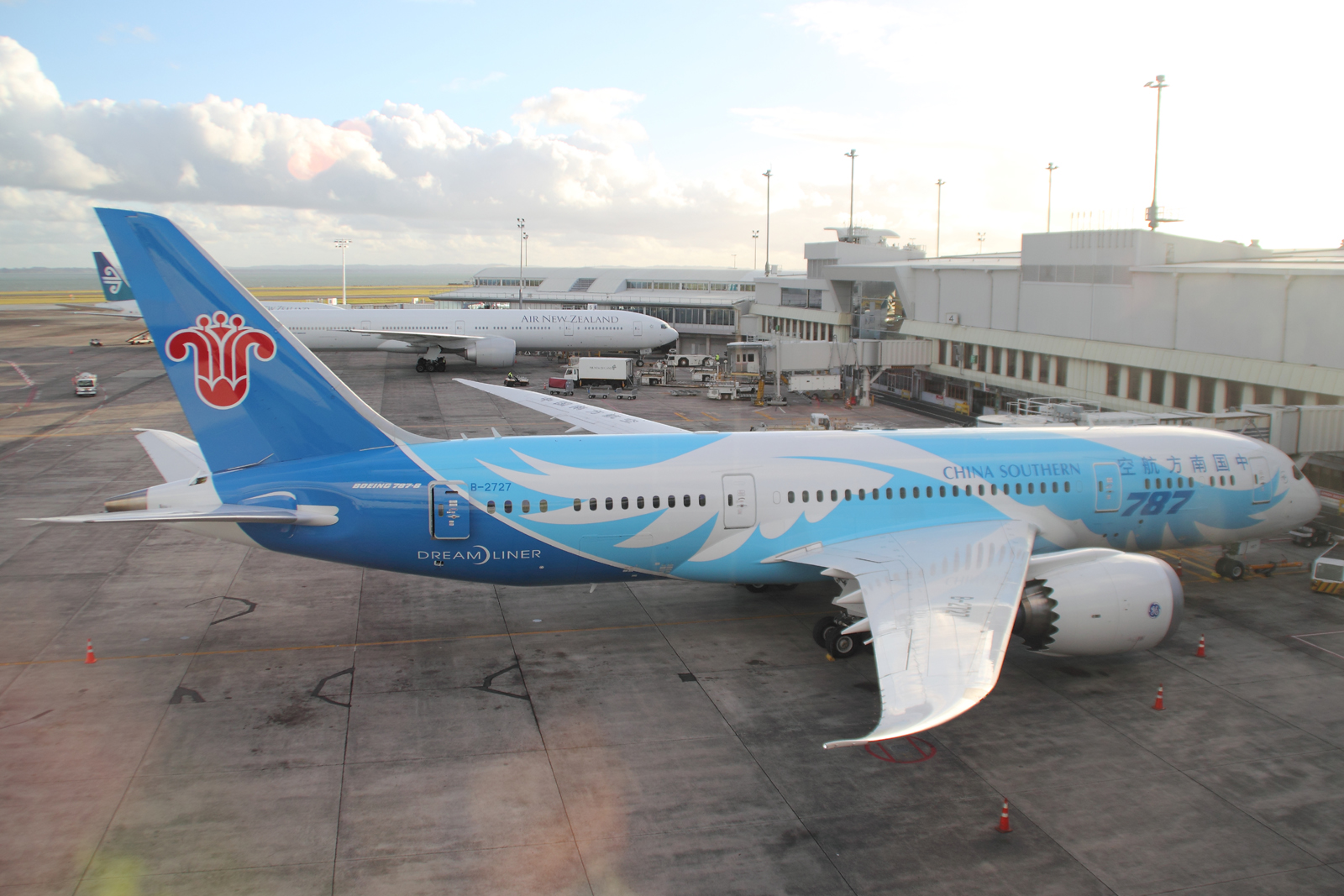
중국남방항공 소속 보잉 787-8 항공기